# Subfaza gardzieńska
Subfaza gardzieńska – faza postojowa (niższej rangi) czoła lądolodu skandynawskiego podczas zlodowacenia północnopolskiego. Jest to najmłodsza faza postojowa lądolodu na terenie Polski.
Wyróżnianie subfazy gardzieńskiej opiera się przede wszystkim na kryterium geomorfologicznym, mianowicie istnieniu ciągu moren czołowych, najlepiej widocznych w okolicy jeziora Gardno (skąd nazwa subfazy). Ciąg ten kontynuuje się ku zachodowi aż do okolic Darłowa. Ku wschodowi natomiast można prześledzić przebieg tego ciągu morenowego aż po okolice Gdańska. Kulminacjami tego ciągu wzgórz są Rowokół i Barzowicka Góra.
Innymi nazwami subfazy gardzieńskiej są: faza gardzieńska (gardnieńska) oraz faza lub subfaza sławieńsko-lęborska (sławnieńsko-lęborska). W Niemczech na określenie tej subfazy używa się nazwy faza meklemburska (Mecklenburg-Phase, od nazwy Meklemburgii), a w Danii – faza Møn (od nazwy wyspy Møn), choć korelacja ta nie jest przyjmowana przez wszystkich.
Jako pierwsza subfazę tę (pierwotnie jako fazę) wyróżniła Ludmiła Roszko.
Subfazę gardzieńską datuje się na ok. 14,0–13,8 tys. lat BP, 15,5–16,0 tys. lat BP albo 16.5 ± 0.5 tys. lat BP.